# Лёличек на службе у Шерлока Холмса
«Лёличек на службе у Шерлока Холмса» (чеш. «Lelícek ve sluzbách Sherlocka Holmesa») — чехословацкая кинокомедия, снятая режиссёром Карелом Ламачем  в 1932 году.
Премьера состоялась 25 марта 1932 года.

## Сюжет
Шерлок Холмс получает задание найти двойника для короля Пуэрто-Рико Фердинанда XXIII, параноидально боящегося покушения на себя. Сыщик находит двойника, как две капли воды похожего на короля Фердинанда, им оказывается вечный студент, погрязший в долгах чех Франтишек Лёличек. За скромную плату пан Лёличек дает согласие стать «имитацией» трусливого правителя.
Прибыв в Пуэрто-Рико, он попадает в сонное царство и со свойственной ему активностью начинает сразу исправлять ошибки слабого Фердинанда XXIII. Меняет грустный гимн на счастливый, бессознательно предотвращает все попытки убийства, ведёт переписку, решает вопросы и проблемы, которым несколько десятилетий, проводит очень интимные встречи с королевой, которая очень взволнована неожиданным преображением своего мужа. Когда во дворец приходит известие о смерти настоящего короля, Лёличек должен вернуться на родину. Но ему приходит в голову блестящая идея…

## В ролях
- Власта Буриан — Франтишек Лёличек / двойник короля Пуэрто-Рико Фердинанда XXIII /король Пуэрто-Рико Фердинанд XXIII
- Лида Баарова — королева и её двойник
- Мартин Фрич — Шерлок Холмс
- Теодор Пиштек — граф Мендоза, премьер-министр
- Ченек Шлегл — придворный маршал
- Ева Ясенова — Кончита, спутница королевы
- Эман Фиала — фотограф, композитор
- Отто Заградка — министр
- Ян Рихтер — владелец Roxy Café
- Карел Постранецки — официант / офицер Королевской гвардии
- Ян В. Шпиргер — кредитор, анархист, бомбист
- Карел Шлейхерт — придворный
- Йозеф Олиак — придворный
- Эмиль Длеск — придворный
- Виктор Неедли — придворный
- Йозеф Кумок — композитор
- Яра Бенеш — композитор
- Йозеф Зора — врач
- Алоис Дворски — врач
- Бетти Кисилкова — танцовщица
- Ота Захалка — заговорщик
- Пршемысл Пражский — заговорщик
- Ян Свитак — заговорщик
- Владимир Поспишил-Борн — заговорщик
- Феликс Кюне — заговорщик
- Ф. С. Млейнек — заговорщик
- Роберт Форд — заговорщик
- Йозеф Ровенский — гвардеец
- Эмануэль Шлегл — слуга
- Фред Булин — Джеймс, слуга Холмса